# 鉄心道胖
鉄心道胖（てつしん どうはん、寛永18年10月24日（1641年11月26日） - 宝永7年10月3日（1710年11月23日））は、江戸時代の僧侶（黄檗宗）。俗姓西村氏。
長崎出身。父は唐人の陳朴純、母は地元の商家西村家の娘。異父兄に唐通事の西村七兵衛がある。幼時より隠元隆琦の弟子木庵性瑫に学び、1661年（寛文元年）より師に従い京都萬福寺において修行した。
1677年（延宝4年）、既に名僧の誉れ高かった鉄心のために母の実家西村家や当時の長崎奉行、在崎唐人等の支援により聖福寺が建立され、同寺の開山として迎えられた。その後は1705年（宝永2年）から4年間、江戸白金の瑞聖寺の住持を務めたほかは同寺にあり、堂宇の整備などにつとめた。